# 312. п. н. е.

## Догађаји
- Битка код Газе
- Римски цензор, Апије Клаудије Цек, патрициј, ступа на дужност и започиње изградњу Апијевог пута између Рима и Капуе. Он такође покреће програм политичких реформи, прима синове ослобођеника у Римски сенат и даје право ослобођеним робовима да обављају државне функције.
- Завршетком првог аквадукта, Рим добија сталан извор чисте питке воде.